# Gamochaeta camaquaensis
Gamochaeta camaquaensis là một loài thực vật có hoa trong họ Cúc. Loài này được Deble mô tả khoa học đầu tiên năm 2006.